# Helicopsyche trispina
Helicopsyche trispina is een schietmot uit de familie Helicopsychidae. De soort komt voor in het Australaziatisch gebied.